# Riffelalptram

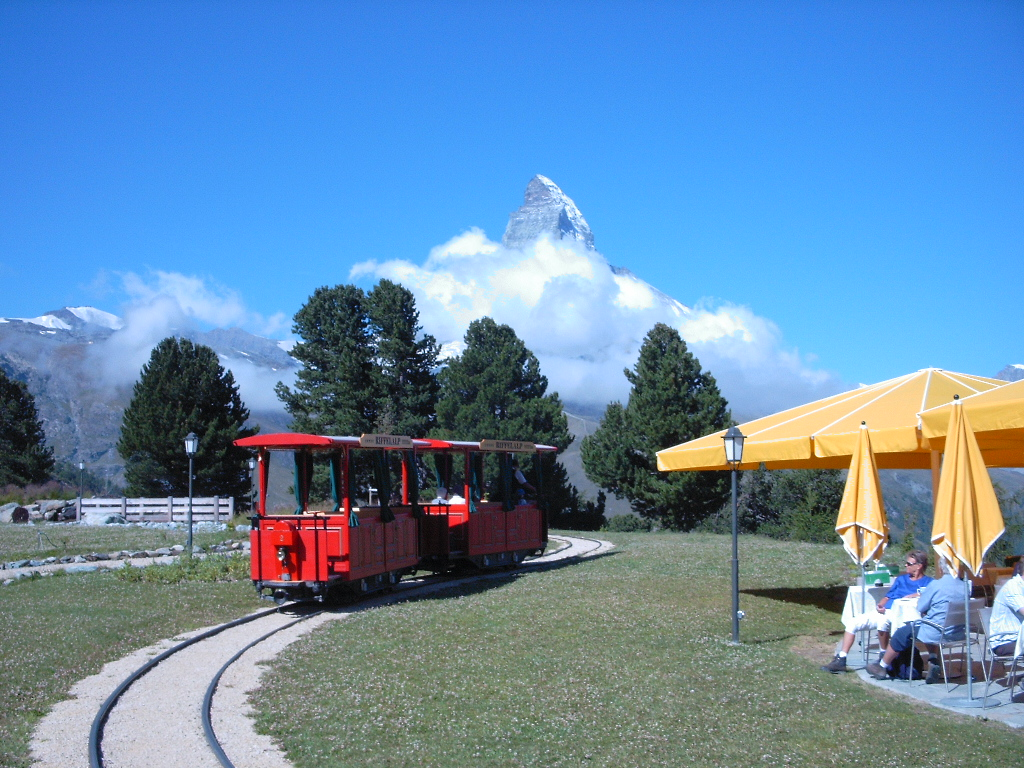
Nově zrekonstruované vozy na smyčce u hotelu

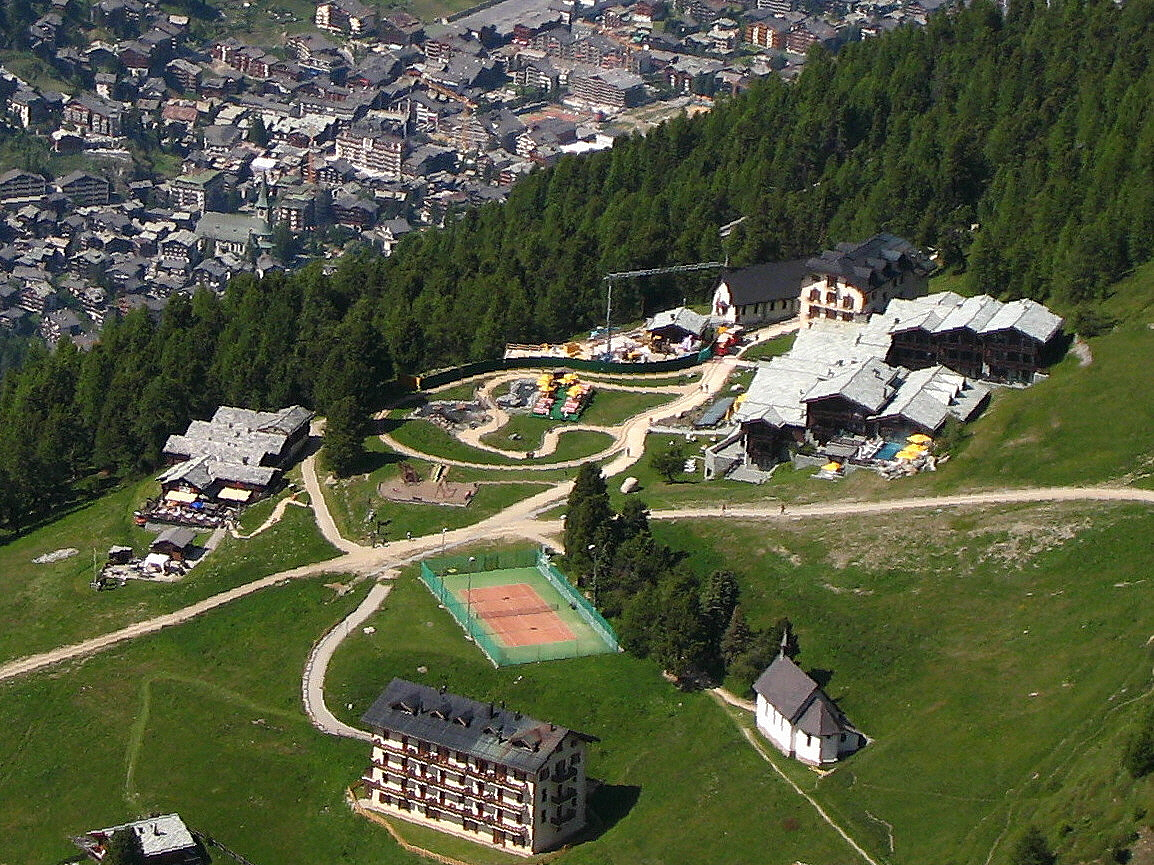
Areál hotelu s kolejovou smyčkou

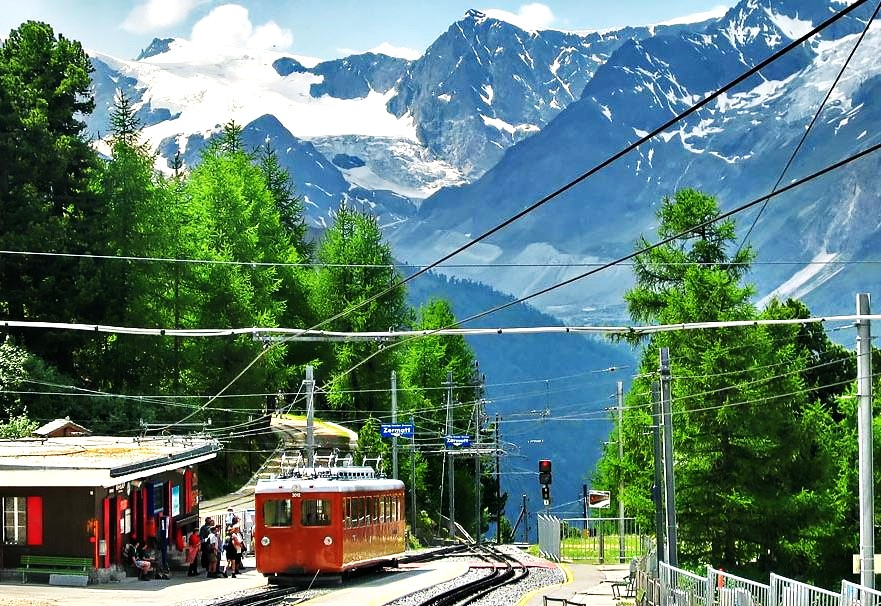
Železniční zastávka Riffelalp s napojením tramvajové tratě (vlevo)

Riffelalptram je nejvýše provozovanou tramvajovou tratí v Evropě, která se nachází poblíž Zermattu v oblasti Vispu v německy mluvící části kantonu Valais ve Švýcarsku.
Celková délka tramvajové tratě je 675,31 m, rozchod kolejí je 800 mm, napájení je řešeno bateriově. Trať spojuje zastávku Riffelalp úzkorozchodné ozubnicové železnice Gornergratbahn (GGM) s hotelem Riffelalp v kantonu Valais ve Švýcarsku. Provoz tramvaje je omezen pouze na letní období a to od června do října mezi 11. a 16. hodinou.

## Historie
Již při plánování železniční trasy z Zermattu na Gornergrat (tzv. Gornergratbahn) se uvažovalo o zajištění obslužného propojení hotelu Riffelalp s budovanou železnicí. Důvodem bylo umožnění snadného přístupu hotelovým hostům z níže položeného Zermattu. Původně se plánovalo vystavět silnici, která by propojila hotel s Zermattem, ale kvůli pozemkovým sporům, do kterých zasahovaly i pozemkové nároky provozovatele lanovky poblíž, nebylo nakonec silniční spojení realizováno. Alexander Seiler, majitel a stavitel hotelu, si nakonec požádal o koncesi na tramvajovou linku, která mu byla Spolkovou radou udělena. Na základě této koncese muselo město Zermatt odprodat Alexanderu Seilerovi požadované pozemky.
Riffelalptram byla po krátké době stavby uvedena do provozu dne 13. července 1899. Trať měla délku přibližně 480 m, rozchod 800 mm a původně byla elektrifikována dvojitým trakčním vedením s 3× 550 V 40 Hz.
V roce 1919 byla provedena renovace vozů, které dostaly červený nátěr. Další úpravy byly provedeny roku 1922, kdy bylo z bezpečnostních důvodů instalováno boční ostění karoserie.
Až do roku 1960 byla tramvaj v provozu v letních měsících stejně jako trať na Gornergrat. V noci z 14. na 15. února 1961 hotel Riffelalp vyhořel a provoz tramvaje byl zastaven, i když samotná trať ani stroje, uložené poté v Zermattu, nebyly požárem poškozeny.
Výstavba nového hotelu začala až v roce 1998 a tím se Riffelalptram vrátila do služby. Protože trať dlouho dobu nebyla v provozu, bylo nutné provést kompletní rekonstrukci tramvajového svršku. Rozchod 800 mm zůstal nezměněn, ale situování tratě bylo pozměněno podle nové zástavby hotelu, kde byla vytvořena vratná smyčka. Tímto byla délka tramvajové tratě zvětšena na současných 675 m. Pro zajištění bezpečnosti nebylo obnoveno napájení třífázovou soustavou a oba stroje byly přezbrojeny na bateriový provoz.

## Technické informace

### Trať
| Zahájení provozu: | 13. července 1899 | 15. června 2001 |
| Celková délka:    | 480 m             | 675,31 m        |
| Provozní délka:   | 468 m             | 675,31 m        |
| Nová smyčka:      | -                 | 190,36 m        |
| Počet stanic:     | 2                 | 2               |
| Výhybky:          | 2                 | 2               |
| Rozchod:          | 800 mm            | 800 mm          |
| Servisní zázemí:  | neuvedeno         | 2 stání         |

### Vozový park
- Dvě identické tramvaje (od roku 2001 mohou být propojeny)
- Jeden nákladní vagón pro různé transporty

| Rok:               | 1899                    | 2001                                         |
| Míst k sezení:     | neuvedeno               | 12                                           |
| Míst k stání:      | neuvedeno               | 10                                           |
| Řídící stanoviště: | neuvedeno               | 2 plošiny pro řidiče                         |
| Prázdná hmotnost:  | 2,3 t                   | 3,3 t                                        |
| Délka:             | 4,76 m                  | 5,30 m                                       |
| Šířka:             | 1,70 m                  | 1,50 m                                       |
| Rám:               | patrně ocelový          | ocelový                                      |
| Nápravy hnané:     | neuvedeno               | 2 s diferenciálem                            |
| Trakční motory:    | neuvedeno               | Tramkupplungen Typ Tram Bern                 |
| Napájení:          | 3× 550 V 40 Hz          | Baterie 80 V 320 Ah                          |
| Max. rychlost:     | 8 km/h                  | 10 km/h                                      |
| Počet motorů:      | neuvedeno               | 2                                            |
| Výkon motorů:      | neuvedeno               | 2× 10 kW                                     |
| Ovládání:          | ovládací kliky          | věrné kopie původních ovládacích klik        |
| Jízdní kontrolér:  | 1 klika                 | 1 klika                                      |
| Ovládání brzd:     | 1 klika + páková brzda  | 1 klika + páková brzda                       |
| Brzda provozní:    | neuvedeno               | Elektrická rekuperační (MOSFET elektronika)  |
| Brzda provozní:    | neuvedeno               | 4× hydraulická brzda                         |
| Brzda nouzová:     | patrně pružinová        | pružinová                                    |
| Spřažené ovládání: | neuvedeno               | ano (ovládání 2 strojů z jednoho stanoviště) |
| Dodavatel:         | Erbauer Eisenwerke Bern | -                                            |
| Projekt a stavba:  | -                       | GGB Gornergrat Monte-Rosa Bahnen, Zermatt    |
| Vozy a výzbroj:    | -                       | STIMBO, Elektrofahrzeugbauer, Zermatt        |
| Karoserie (dřevo): | -                       | Schreinerei Zurbriggen+Kreuzer, Visp         |

Karoserie
Dřevo dubové, barva červená se zlatými plátky, zelené plátno na závěsy.